# Celorico de Basto
Pour les articles homonymes, voir Basto.
Celorico de Basto est une municipalité (en portugais : concelho ou município) du Portugal, située dans le district de Braga et la région Nord.

## Géographie
Celorico de Basto est limitrophe :
- au nord, de Cabeceiras de Basto,
- à l'est, de Mondim de Basto,
- au sud, d'Amarante,
- au sud-ouest, de Felgueiras,
- à l'ouest, de Fafe.

## Démographie
| 1801   | 1849   | 1900   | 1930   | 1960   | 1981   | 1991   | 2001   | 2004   |
| ------ | ------ | ------ | ------ | ------ | ------ | ------ | ------ | ------ |
| 25 573 | 21 381 | 20 134 | 22 684 | 24 392 | 22 671 | 21 477 | 20 466 | 20 128 |

| 2011   | - | - | - | - | - | - | - | - |
| ------ | - | - | - | - | - | - | - | - |
| 20 098 | - | - | - | - | - | - | - | - |

## Monuments
- Château de Celorico de Basto

## Jumelages
- Wiltz (Luxembourg) depuis le 22 juin 2005[2].
- Houilles (France) depuis 2006.

## Subdivisions
La municipalité de Celorico de Basto groupe 22 paroisses (freguesia, en portugais) :
- Agilde
- Arnóia
- Borba de Montanha
- Britelo, Gémeos e Ourilhe
- Caçarilhe e Infesta
- Canedo de Basto e Corgo
- Carvalho e Basto (Santa Tecla)
- Codeçoso
- Fervença
- Moreira do Castelo
- Rego
- Ribas
- São Clemente de Basto
- Vale de Bouro
- Veade, Gagos e Molares

## Tourisme
La commune de Celorico de Basto, possède un vaste patrimoine historique et architectural, civil et religieux, ainsi qu'une grande diversité de lieux d'intérêt touristique à visiter. Sa diversité de patrimoine comprend le château d'Arnoia, le monastère d'Arnoia, ainsi que les églises romanes de Veade, Fervença et Ribas.
Démarquez-vous parmi les différents monuments et lieux à visiter:
- Château d'Arnoia, le seul château de la Route du Roman, situé à Vila de Basto;
- Monastère de São Bento de Arnoia, monastère bénédictin;
- Ecopiste du Tâmega;
- Église de Salvador de Fervença, faisant partie de la Route du Roman;
- Église de Salvador de Ribas, partie de la Route du Roman;
- Église de Santa Maria de Veade, partie de la Route du Roman;
- Estela de Vila Boa;
- Bibliothèque Marcelo Rebelo de Sousa;
- Parc de Loisirs du Freixieiro;
- Quinta do Prado, avec sa maison et ses jardins.

## Festivités
- Festa Internacional das Camélias

## Gastronomie
Dans la commune de Celorico de Basto, le pão-de-ló et les cavacas se distinguent.
Le condiment spécial est le Vin vert, de qualité délimitée et de saveur et d'arôme très particuliers.